# Robert Thurgarton
Robert Thurgarton (fl. 1410s - falecido por volta da década de 1430) foi cónego de Windsor de 1437 a 1438.

## Carreira
Ele foi nomeado:
- Prefeitura de Leighton Manor em Lincoln 1417
- Reitor de Grundisburgh, Suffolk
- Reitor de Molesworth, Huntingdonshire
- Reitor de Castor, Northamptonshire

Ele foi nomeado para a décima bancada na Capela de São Jorge, Castelo de Windsor em 1437 e manteve a canonaria até 1438.